# Хачатрян Карен Гарнікович
Карен Ганікович Хачатрян (вірм. Կարեն Գառնիկի Խաչատրյան; нар. 8 травня 1981, Ленінакан, Вірменська РСР, СРСР) — вірменський футболіст, півзахисник. Виступає за клуб вірменської Прем'єр-ліги «Ширак».

## Клубна кар'єра
Вихованець гюмрійського футболу Карен Хачатрян розпочав свою кар'єру у рідному місті. Перший сезон розпочав у дочірній команді «Ширака» — «Ширак-2». Дебют у Прем'єр-лізі (тоді вона ще називалася Вища ліга) відбувся у 1998 році у 17-річному віці.
Карен Хачатрян вийшов на поле 25 березня в матчі 2-го туру чемпіонату проти єреванського «Арарату», замінивши Аркадія Арутюняна. У тому сезоні провів 16 матчів з 20 можливих і забив один м'яч, який відправив 20 червня у ворота араратського «Цементу».
Гра юного футболіста зауважив головний тренер «Ширака» Андранік Адамян, який запросив Хачатряна до головної команди міста. Дебют у складі «Ширака» відбувся 7 березня у стартовому турі чемпіонату у матчі проти своєї колишньої команди, яка перейменувала в «Гюмрі». На 67-й хвилині Хачатрян замінив Карена Алексаняна. Перший м'яч за «Ширак» забив 25 травня, у ворота того ж таки «Гюмрі». У цьому матчі Хачатрян оформив дубль.

## Статистика виступів
Дані на 24 листопада 2011 року
| Клуб              | Сезон             | Чемпіонат | Чемпіонат | Кубки | Кубки | Єврокубки | Єврокубки | Всего | Всего |
| Клуб              | Сезон             | Матчі     | Голи      | Матчі | Голи  | Матчі     | Голи      | Матчі | Голі  |
| ----------------- | ----------------- | --------- | --------- | ----- | ----- | --------- | --------- | ----- | ----- |
| Ширак-2           | 1998              | 16        | 1         | ?     | 0     | 0         | 0         | 16    | 1     |
| Всього            | Всього            | 16        | 1         | ?     | 0     | 0         | 0         | 16    | 1     |
| Ширак             | 1999              | 17        | 3         | ?     | 0     | 0         | 0         | 17    | 3     |
| Ширак             | 2000              | 13        | 0         | 0     | 0     | 0         | 0         | 13    | 0     |
| Ширак             | 2001              | 20        | 2         | 5     | 0     | 0         | 0         | 25    | 2     |
| Ширак             | 2002              | 18        | 0         | ?     | 0     | 0         | 0         | 18    | 0     |
| Ширак             | 2003              | 20        | 1         | ?     | 0     | 2         | 0         | 22    | 1     |
| Ширак             | 2004              | 18        | 4         | ?     | 0     | 1         | 0         | 19    | 4     |
| Ширак             | 2005              | 13        | 5         | ?     | 1     | 0         | 0         | 0     | 6     |
| Ширак             | 2006              | 9         | 0         | 0     | 0     | 0         | 0         | 9     | 0     |
| Ширак             | 2007              | 24        | 3         | 0     | 0     | 0         | 0         | 24    | 3     |
| Ширак             | 2008              | 21        | 0         | 4     | 0     | 0         | 0         | 25    | 0     |
| Ширак             | 2009              | 22        | 3         | 2     | 0     | 0         | 0         | 24    | 3     |
| Ширак             | 2010              | 18        | 0         | 0     | 0     | 0         | 0         | 18    | 0     |
| Ширак             | 2011              | 15        | 1         | 3     | 0     | 0         | 0         | 18    | 1     |
| Ширак             | 2012/13           | 0         | 0         | 0     | 0     | 0         | 0         | 0     | 0     |
| Всього            | Всього            | 215       | 22        | 14    | 1     | 3         | 0         | 232   | 23    |
| Всього за кар'єру | Всього за кар'єру | 231       | 23        | 14    | 1     | 3         | 0         | 248   | 24    |

## Досягнення
- Чемпіон Вірменії : 1999, 2013
- Срібний призер чемпіонату Вірменії : 2002
- Бронзовий призер чемпіонату Вірменії : 2000, 2003
- Володар Кубка Вірменії : 2011/12
- Фіналіст Кубка Вірменії : 1999, 2011
- Володар Суперкубку Вірменії : 1999, 2003